# Belgische kampioenschappen atletiek 1950
De Belgische kampioenschappen atletiek 1950 alle categorieën vonden voor de mannen plaats op 22 en 23 juli in het Heizelstadion te Brussel. Het hamerslingeren vond plaats op 23 juli in het Bosuilstadion in  Deurne (Antwerpen). Tijdens deze kampioenschappen verbeterde Gaston Reiff het Belgisch record van Robert Everaert op de 10.000 m naar 30.44,0.
De kampioenschappen voor de vrouwen vonden plaats op 2 juli in het Olympisch Stadion in Antwerpen. Tijdens deze kampioenschappen verbeterde Nicole Oosterlynck het Belgisch record kogelstoten van Brunhilde Van Cant  naar 10,38 m.

## Uitslagen

### 100 m
| rang   | atleet               | prestatie |
| ------ | -------------------- | --------- |
| Goud   | Isidoor Van de Wiele | 11,0 s    |
| Zilver | Roland Vercruysse    | 11,0 s    |
| Brons  | Fernand Linssen      | 11,2 s    |

| rang   | atlete   | prestatie |
| ------ | -------- | --------- |
| Goud   | Lebacq   | 14,1 s    |
| Zilver | Reynaert | 14,2 s    |
| Brons  |          |           |

### 200 m
| rang   | atleet            | prestatie |
| ------ | ----------------- | --------- |
| Goud   | Fernand Linssen   | 22,2 s    |
| Zilver | Roland Vercruysse | 22,3 s    |
| Brons  | Hector Gosset     | 22,4 s    |

| rang   | atlete   | prestatie |
| ------ | -------- | --------- |
| Goud   | Reynaert | 30,0 s    |
| Zilver |          |           |
| Brons  |          |           |

### 400 m
| rang   | atleet              | prestatie |
| ------ | ------------------- | --------- |
| Goud   | Oscar Soetewey      | 50,5 s    |
| Zilver | Gaston Verhaegen    | 51,4 s    |
| Brons  | Antoon Uytterhoeven | 51,5 s    |

### 800 m
| rang   | atleet          | prestatie |
| ------ | --------------- | --------- |
| Goud   | Joseph Brys     | 1.55,3    |
| Zilver | Alfred Langenus | 1.55,3    |
| Brons  | Blavier         | 1.55,5    |

### 1500 m
| rang   | atleet             | prestatie |
| ------ | ------------------ | --------- |
| Goud   | Frans Herman       | 3.59,2    |
| Zilver | Daniel Janssens    | 4.02,0    |
| Brons  | Edmond De Duytsche | 4.04,6    |

### 5000 m
| rang   | atleet          | prestatie |
| ------ | --------------- | --------- |
| Goud   | Lucien Theys    | 15.16,4   |
| Zilver | Richard Daniels | 15.42,2   |
| Brons  | G. Schepens     | 15.24,4   |

### 10.000 m
| rang   | atleet              | prestatie    |
| ------ | ------------------- | ------------ |
| Goud   | Gaston Reiff        | 30.40,0 (NR) |
| Zilver | Marcel Vandewattyne | 31.31,6      |
| Brons  | Jean Leblond        | 31.32,4      |

### 110 m horden/80 m horden
| rang   | atleet           | prestatie |
| ------ | ---------------- | --------- |
| Goud   | Pol Braekman     | 15,1 s    |
| Zilver | Piet Van de Sype | 15,6 s    |
| Brons  | Piet Bultiauw    | 15,9 s    |

| rang   | atleet  | prestatie |
| ------ | ------- | --------- |
| Goud   | Brosens | 16,4 s    |
| Zilver |         |           |
| Brons  |         |           |

### 200 m horden
| rang   | atleet           | prestatie |
| ------ | ---------------- | --------- |
| Goud   | Marcel Dits      | 25,2 s    |
| Zilver | Jacques De Moor  | 25,6 s    |
| Brons  | Piet Van de Sype | 26,5 s    |

### 400 m horden
| rang   | atleet          | prestatie |
| ------ | --------------- | --------- |
| Goud   | Jacques De Moor | 56,8 s    |
| Zilver | Marcel Dits     | 57,1 s    |
| Brons  | Maurice Cool    | 57,6 s    |

### 3000 m steeple
| rang   | atleet            | prestatie |
| ------ | ----------------- | --------- |
| Goud   | Robert Schoonjans | 9.44,8    |
| Zilver | De Saeger         | 9.58,8    |
| Brons  | John Claessens    | 10.06,2   |

### Verspringen
| rang   | atleet           | prestatie |
| ------ | ---------------- | --------- |
| Goud   | Raymond Driessen | 6,94 m    |
| Zilver | Frans Segers     | 6,55 m    |
| Brons  | Jacobs           | 6,51 m    |

| rang   | atlete   | prestatie |
| ------ | -------- | --------- |
| Goud   | Lebacq   | 4,64 m    |
| Zilver | Reynaert | 4,35 m    |
| Brons  |          |           |

### Hink-stap-springen
| rang   | atleet          | prestatie |
| ------ | --------------- | --------- |
| Goud   | Walter Herssens | 14,29 m   |
| Zilver | Paul Willain    | 13,39 m   |
| Brons  | Marcel Denis    | 12,78 m   |

### Hoogspringen
| rang   | atleet          | prestatie |
| ------ | --------------- | --------- |
| Goud   | Walter Herssens | 1,80 m    |
| Zilver | Maurice Laga    | 1,75 m    |
| Brons  | Marcel Frissen  | 1,70 m    |

| rang   | atlete      | prestatie |
| ------ | ----------- | --------- |
| Goud   | Verstraeten | 1,25 m    |
| Zilver |             |           |
| Brons  |             |           |

### Polsstokhoogspringen
| rang   | atleet               | prestatie |
| ------ | -------------------- | --------- |
| Goud   | Fernand Degens       | 3,70 m    |
| Zilver | Albert Vanherck      | 3,60 m    |
| Brons  | Leopold Uytterhoeven | 3,50 m    |

### Kogelstoten
| rang   | atleet         | prestatie |
| ------ | -------------- | --------- |
| Goud   | Roger Verhas   | 14,44 m   |
| Zilver | Arthur Lessire | 13,23 m   |
| Brons  | Victor Depré   | 13,14 m   |

| rang   | atlete             | prestatie    |
| ------ | ------------------ | ------------ |
| Goud   | Nicole Oosterlynck | 10,38 m (NR) |
| Zilver | '                  |              |
| Brons  |                    |              |

### Discuswerpen
| rang   | atleet            | prestatie |
| ------ | ----------------- | --------- |
| Goud   | Raymond Kintziger | 40,49 m   |
| Zilver | Clement Mertens   | 40,28 m   |
| Brons  | Georges De Jonghe | 39,24 m   |

| rang   | atlete  | prestatie |
| ------ | ------- | --------- |
| Goud   | Brosens | 23,45 m   |
| Zilver |         |           |
| Brons  | '       |           |

### Speerwerpen
| rang   | atleet            | prestatie |
| ------ | ----------------- | --------- |
| Goud   | Albert Dayer      | 53,27 m   |
| Zilver | Raymond Prudhomme | 52,74 m   |
| Brons  | Victor Van Eycken | 49,86 m   |

| rang   | atlete             | prestatie |
| ------ | ------------------ | --------- |
| Goud   | Nicole Oosterlynck | 31,19 m   |
| Zilver |                    |           |
| Brons  |                    |           |

### Hamerslingeren
| rang   | atleet          | prestatie |
| ------ | --------------- | --------- |
| Goud   | Henri Haest     | 48,95 m   |
| Zilver | Louis Meesters  | 38,66 m   |
| Brons  | Jacques Sneyers | 35,76 m   |

1889 · 
1890 · 
1891 · 
1892 · 
1893 · 
1894 · 
1895 · 
1896 · 
1897 · 
1898 · 
1899 · 
1900 · 
1901 · 
1902 · 
1903 · 
1904 · 
1905 · 
1906 ·
1907 ·
1908 · 
1909 · 
1910 · 
1911 · 
1912 · 
1913 · 
1914 · 
1919 · 
1920 · 
1921 · 
1922 · 
1923 · 
1924 · 
1925 · 
1926 · 
1927 · 
1928 · 
1929 · 
1930 · 
1931 · 
1932 · 
1933 · 
1934 · 
1935 · 
1936 · 
1937 · 
1938 · 
1939 · 
1940 · 
1941 · 
1942 · 
1943 · 
1944 · 
1945 · 
1946 · 
1947 · 
1948 · 
1949 · 
1950 · 
1951 · 
1952 · 
1953 · 
1954 · 
1955 · 
1956 · 
1957 · 
1958 · 
1959 · 
1960 · 
1961 · 
1962 · 
1963 · 
1964 · 
1965 · 
1966 · 
1967 · 
1968 · 
1969 · 
1970 · 
1971 · 
1972 · 
1973 · 
1974 · 
1975 · 
1976 · 
1977 · 
1978 · 
1979 · 
1980 · 
1981 · 
1982 · 
1983 · 
1984 · 
1985 · 
1986 · 
1987 · 
1988 · 
1989 · 
1990 · 
1991 · 
1992 · 
1993 · 
1994 ·
1995 · 
1996 · 
1997 · 
1998 · 
1999 · 
2000 · 
2001 · 
2002 · 
2003 · 
2004 · 
2005 · 
2006 · 
2007 · 
2008 · 
2009 · 
2010 · 
2011 · 
2012 · 
2013 · 
2014 · 
2015 · 
2016 · 
2017 · 
2018 · 
2019 · 
2020 · 
2021 · 
2022 · 
2023 · 
2024